# Traktaten i San Francisco
Traktaten i San Francisco, fredsaftalen med Japan mellem de allierede og Japan, blev officielt undertegnet af 48 nationer den 8. september 1951 i San Francisco, Californien. Den er derfor også kendt som San Francisco-traktaten. Den gjaldt fra 28. april 1952.
Aftalen afsluttede formelt 2. verdenskrig og afviklede Japans position som en asiatisk politisk stormagt. Aftalen havde omfattende indhold fra FN-pagten og menneskerettighedserklæringen, for at gøre rede for de allieredes mål for traktaten, og lagde Japans skæbne i det internationale samfunds hænder.